# Abeillia abeillei
Abeillia abeillei este o specie de colibri din familia Trochilidae. Este întâlnită în El Salvador, Guatemala, Honduras, Mexic, Nicaragua. Habitatele sale naturale sunt zonele subtropicale sau tropicale: păduri umede montane și foste păduri puternic degradate.

## Legături externe
- en Emerald-chinned Hummingbird (Abeillia abeillei) - hbw.com